# ~scape
~scape – niemiecka niezależna wytwórnia muzyczna działająca od 1999 r.
Założycielami i właścicielami są Stefan Betke oraz Barbara Preisinger. Wydawnictwo skupia się na promowaniu artystów z różnych kręgów nowoczesnej muzyki elektronicznej.

## Pododdziały
- dvdscape
- popscape